# یاشاو آدم
یاشاو آدم (ترکی استانبولی: Yashaw Adem) هنرپیشه، و بازیگر سینما اهل ترکیه بود.
از فیلم‌ها یا برنامه‌های تلویزیونی که وی در آن نقش داشته‌است می‌توان به قطار سریع‌السیر نیمه‌شب، جاسوسی که دوستم داشت، بازگشت پلنگ صورتی، ابوالهول و برجک دفاعی اشاره کرد.